# Jeleń (jezioro na Pojezierzu Bytowskim)
Jeleń – jezioro wytopiskowe położone w północnej Polsce, w województwie pomorskim, w powiecie bytowskim, w granicach Bytowa.

## Położenie i opis
Jezioro położone jest w środkowej części powiatu bytowskiego, na terenie Pojezierza Bytowskiego. Akwen otoczony jest w połowie lasami, a w drugiej połowie gruntami ornymi oraz łąkami. Bezpośrednio nad jeziorem nie znajdują się żadne miejscowości, natomiast około 2 km na zachód znajduje się centrum Bytowa, a ok. 1,5 km na północny wschód niewielka wieś Pomysk Wielki. Zbiornik ma urozmaiconą linię brzegową, tylko w niewielkim stopniu porośniętą roślinnością wodną. Akwen jest głęboki, a jego dno bardzo zróżnicowane z dużą ilością głęboczków. Zbiornik nie ma dopływu ani odpływu. Jezioro zaliczane jest do jezior lobeliowych. Lobelia jeziorna (Lobelia dortmanna) i wywłócznik skrętoległy (Myriophyllum alterniflorum) rośnie tu dość licznie, występuje również poryblin jeziorny (Isoetes lacustris).

## Hydronimia
Jezioro pojawia się w źródłach – w 1638 jako Jeleńskie, a następnie Wielung See (1662), Wieling See (1780), Wielung See (1826), Gr. Gilling S. (1862), Giling See (1925), Jeleń (1951, 2006). Państwowy rejestr nazw geograficznych jako nazwę urzędową akwenu podaje Jeleń, wymieniając nazwę oboczną Wielung.

## Morfometria
Według danych Instytutu Rybactwa Śródlądowego powierzchnia zwierciadła wody jeziora wynosi 88,9 ha, natomiast A. Choiński, poprzez planimetrowanie na mapach 1:50 000, określił wielkość jeziora na 79 ha. Jeziorna jednolita część wód powierzchniowych ma powierzchnię 85 ha.
Średnia głębokość zbiornika wodnego to 9,5 m, a maksymalna – 33,2 m. Objętość jeziora wynosi 8461,1 tys. m³. Maksymalna długość jeziora to 2025 m, a szerokość 750 m. Długość linii brzegowej wynosi 6305 m.
Według Atlasu jezior Polski (red. J. Jańczak, 1997) lustro wody znajduje się na wysokości 154 m n.p.m., natomiast według numerycznego modelu terenu udostępnionego przez Geoportal lustro wody znajduje się na wysokości 153,3 m n.p.m.
Według Mapy Podziału Hydrograficznego Polski leży na terenie zlewni dziewiątego poziomu Zlewnia bezodpływowego jez. Jeleń. Identyfikator MPHP to 4721992610. Powierzchnia zlewni całkowitej jeziora wynosi 4 km².

## Zagospodarowanie
W systemie gospodarki wodnej jezioro tworzy jednolitą część wód o kodzie PLLW20991. Administratorem wód jeziora jest Regionalny Zarząd Gospodarki Wodnej w Gdańsku. Gospodarkę rybacką na jeziorze prowadzi PZW Słupsk. W jeziorze obowiązuje całkowity zakaz nęcenia ryb oraz obowiązek zabierania wszystkich karpi bez względu na wymiar.
Jeleń pełni również funkcje rekreacyjne, w 1993 nad jego brzegami znajdowały się dwa ośrodki wypoczynkowe, pole namiotowe, baza gastronomiczna i parkingi. W 2024 roku znajdowało się tutaj jedno kąpielisko wyznaczone zgodnie z zasadami dyrektywy kąpieliskowej – Jeleń. W tym samym roku jakość wód tego kąpieliska oceniono jako doskonałą. Kąpielisko jest prowadzone przez Gminę Bytów.

## Czystość i ochrona środowiska
W 1993 roku oceniono, że wody jeziora mieściły się w I klasie czystości. W jeziorze wykazano bardzo korzystne warunki tlenowe, latem zarówno epilimnion jak i metalimnion, aż do około 12 metrów były bardzo dobrze natlenione. Stężenia związków azotu i fosforu były niskie, a przewodność elektrolityczna właściwa. Stężenie chlorofilu było niewielkie, a przeźroczystość wód akwenu wysoka. Wody jeziora zostały określone jako dość odporne na degradację, na co złożyła się duża głębokość średnia, niewielki procent wymiany wody w ciągu roku oraz niewielka powierzchnia zlewni bezpośredniej.
Badania z 2018 roku zaliczyły wody jeziora do wód o umiarkowanym stanie ekologicznym, co odpowiada III klasie jakości. Wskaźnikiem, który zadecydował o trzeciej klasie, był stan fitobentosu, podczas gdy stan fitoplanktonu i ichtiofauny oceniono jako dobry, a stan makrozoobentosu jako bardzo dobry. W tym samym roku stan chemiczny wód określono jako poniżej dobrego, a elementami przekraczającym normę była zawartość PBDE, heptachloru i rtęci w tkankach ryb oraz benzo[a]pirenu w wodzie. Przeźroczystość wód została określona na 3,9 metra.
Jezioro jest w całości objęte ochroną jako użytek ekologiczny Jezioro Jeleń. Akwen znajduje się ponadto w otulinie Parku Krajobrazowego Dolina Słupi oraz na terenie sieci Natura 2000: specjalnego obszaru ochrony siedlisk Bytowskie Jeziora Lobeliowe.